# Trinidad Huertas Cuenca
Trinidad Huertas Cuenca, La Cuenca (Màlaga, 8 de maig de 1857 – L'Havana, Cuba, 1890), fou una bailaora i guitarrista de flamenc, una intèrpret singular de la seva època.
Era filla de María Cuenca Fernández, de la barriada malaguenya d'El Palo, i José Huertas Flores, d'Antequera. Nascuda al carrer de Jinetes, de Màlaga, ben aviat va començar la seva activitat artística als cafès cantants de la seva ciutat; es feia anomenar pel seu segon cognom, potser per evitar la confusió amb el guitarrista alacantí de nom molt similar.
Va debutar a Almeria el 1875. El 1879 actuava al Teatro de la Bolsa de Madrid, i en els anys següents, 1879, 1880 i 1881, al teatre Eguilaz de Jerez de la Frontera. També va recórrer els cafès cantants de diversos punts del país; així, la trobem al 1883 a Barcelona, al Café de la Alegria, i després a Cartagena i a València.  
L’any 1887 va protagonitzar al Nouveau Cirque de París un espectacle titulat La feria de Sevilla, que obtingué un gran èxit, amb dues-centes representacions. Després, al setembre del mateix any, actuà al Teatro Principal de Ciutat de Mèxic, des d’on seguiria cap a L'Havana, per actuar al Teatro Cervantes. Al 1888 va debutar a Nova York, a la sala de concerts Koster & Bial’s. Després d’una breu estada a París, tornà a L'Havana, on va morir al 1890.
Una de les peculiaritats del seu estil era que es presentava vestida d’home i amb vestit curt: jaqueta, pantalons cenyits, botes vaqueres, barret calanyès, camises amb xorreres i faixa de seda, i executava el ball d’home, en el qual, a més del zapateado, hi afegia simulacions dels moviments taurins. El cèlebre Maestro José Otero va deixar dit que havia estat la primera a ballar les soleàs d'Arcas com a zapateado flamenc, com s'han ballat sempre després.